# Museo della città di Bobbio
Il Museo della Città di Bobbio è situato nell'Abbazia di San Colombano. Allestito nelle sale del monastero originariamente adibite a refettorio, cucine e lavamani e sotterranei con accesso dal porticato del chiostro del monastero. Gli ambienti appartengono al nucleo più antico dell'abbazia fatto erigere dall'abate Agilulfo nel IX secolo. 
Nel 2000, grazie ai finanziamenti erogati dall'Unione Europea in occasione del Giubileo, si è proceduto al restauro delle sale e all'allestimento dell'esposizione museale, costituita da un percorso didattico-storico-informativo articolato in tre sezioni, suddivise nelle tre sale in cui si propone la storia dell’Abbazia e della città di Bobbio. L’allestimento affronta le tematiche legate alla storia antica di Bobbio e del territorio, la vita e l'opera di San Colombano, le costumanze del monachesimo colombaniano e le principali fondazioni monastiche europee fino all'arrivo a Bobbio alla fondazione dell'Abbazia di Bobbio, all’attività dell'antico Scriptorium di Bobbio, alla storia del monachesimo iro-franco, raccontando le principali tappe che hanno caratterizzato la storia della città.
Il Museo della Città oltre a restituire alla pubblica fruizione gli ambienti più antichi del monastero, ripercorre la storia di uno dei centri di cultura e spiritualità più importanti nell'Europa medievale e prepara alla visita dell'abbazia e della città di Bobbio. 
L'allestimento museale affronta le tematiche legate alla vita e all'opera di San Colombano, la situazione geopolitica dell'Italia Longobarda e all'attività del famoso Scriptorium è stato trasferito nel corridoio del monastero; mentre negli ultimi anni il museo ha digitalizzato gli allestimenti inserendo postazioni audiovisive multimediali con video, touch screen con i codici bobiensi digitalizzati della Biblioteca Ambrosiana di Milano.
Sopra al portale di ingresso è riportato un monito della regola di San Colombano: Ne quid nimis (niente di troppo, nessun eccesso) che ricordava ai monaci di essere parchi verso il cibo. Ai lati in alto del portale del IX secolo vi sono due testine apotropaiche, una originale della tradizione tardo ligure-romana, l'altra opposta in copia.

## 1^ Sala - Refettorio
La sala era anticamente occupata dal refettorio dove i monaci si riunivano per consumare il pasto. Normalmente i tavoli erano disposti su tre lati lungo le pareti, lasciando il centro libero per gli inservienti. Nei pressi del refettorio sorgeva sempre una fontana dove i monaci potevano lavarsi prima e dopo i pasti.
Durante il pasto vigeva la regola del silenzio, mentre un monaco era incaricato di leggere brani tratti dalle Sacre Scritture. Turni settimanali erano adottati per avvicendare o monaci nel servire a tavola ed in cucina.
All’interno della prima sala si possono ammirare una grande decorazione in cotto del XII secolo, l'antico busto ligneo del re Agilulfo del XVIII secolo, l'antico pavimento in cotto recuperato quasi intatto, e un affresco del XV secolo raffigurante la Crocifissione con San Colombano e San Benedetto.

## 2^ Sala - Ex Cucine e lavamani e poi laboratorio dell'antica Biblioteca
La sala lavamani assieme alla retrostante cucina (locale oggi separato) era in origine destinata alla preparazione ed impiattamento dei cibi per il refettorio monastico. Dalla fine del '400 con la ricostituzione della biblioteca del monastero la ex cucina fu inglobata nei laboratori di farmacia, mentre la sala lavamani divenne il laboratorio della biblioteca dove avveniva fino alla chiusura napoleonica il restauro e la manutenzione degli antichi codici. Presenta una struttura a modulo quadrangolare con volta a crociera. Il pavimento in cotto è in parte originale ed il restauro ha messo in luce ciò che resta dei fregi che decoravano le pareti della sala.
La seconda sezione del museo e dedicata allo Scriptorium, il prestigioso laboratorio in cui, nell'isolamento e nel silenzio, i monaci amanuensi copiavano con pazienza gli antichi testi ed i manoscritti salvati dai saccheggi e sopravvissuti alla decadenza dell'Impero romano. Se ancora oggi possiamo leggere le opere degli autori classici, lo dobbiamo all'opera paziente di questi monaci che le hanno trascritte.
Lo Scriptorium di Bobbio rimase attivo durante tutto il periodo medievale e fu anche grazie ad esso se la lingua latina continuò a sopravvivere. Presumibilmente la biblioteca si trovava nei locali che oggi ospitano il Museo dell'Abbazia, mentre in fondo suddivisa fra la fine della biblioteca, parte dell'odierno museo della città ed altri locali oggi demaniali l'antico scriptorium, recuperato in parte come laboratorio della biblioteca nel Rinascimento.

## 3^ Sala - Sotterranei - Cantine e ghiacciaia
La terza sala è allestita in un'ala dei sotterranei del monastero anticamente adibita a cantina e ghiacciaia. La planimetria della sala corrisponde a quella del sovrastante refettorio, ed e sormontata da una volta a botte in pietra  e mattoni. Oltre la parete di fondo, la sala proseguiva con il modulo corrispondente a quello delle cucine e con accesso diretto agli altri sotterranei del monastero di pertinenza dello Stato, chiusi dopo la trasformazione in carcere attivo dagli inizi del 1800 al 1972. 
La terza sezione del museo della città è dedicata alla storia del monachesimo, dalle origini a San Benedetto, con un doveroso riferimento al monachesimo irlandese. Le prime forme di vita monastica, basate sulla pratica ascetica, si svilupparono in Asia. Tale fenomeno inizio a diffondersi intorno al III - IV secolo d.C. nei deserti di Siria ed Egitto, in forma eremitica.
Dall'aggregazione degli eremiti sorsero le prime comunità di monaci, detti cenobiti. Fondamento della pratica cenobitica era l'alternarsi di preghiera e lavoro, da cui l'"ora et labora" benedettino di tre secoli dopo, destinato a disciplinare a lungo la vita all'interno di questo monastero. Le costumanze del monachesimo colombaniano derivante da quella irlandese si distingueva per l'"ora, labora et studia" che incentrava molte più ore sulla preparazione culturale e susso studio, che imponeva a tutti i monaci lo studio e la scrittura giornaliera.